# Raúl Fernández Valverde
Raúl Omar Fernández Valverde (Lima, 6 ottobre 1985) è un calciatore peruviano, portiere svincolato.

## Palmarès

### Club

#### Competizioni nazionali
- Campionato peruviano: 1

Universitario: Apertura 2008